# Grohmannhütte
Die Grohmannhütte (italienisch Rifugio Vedretta Piana) ist eine Schutzhütte im Südtiroler Teil der Stubaier Alpen.

## Lage und Umgebung

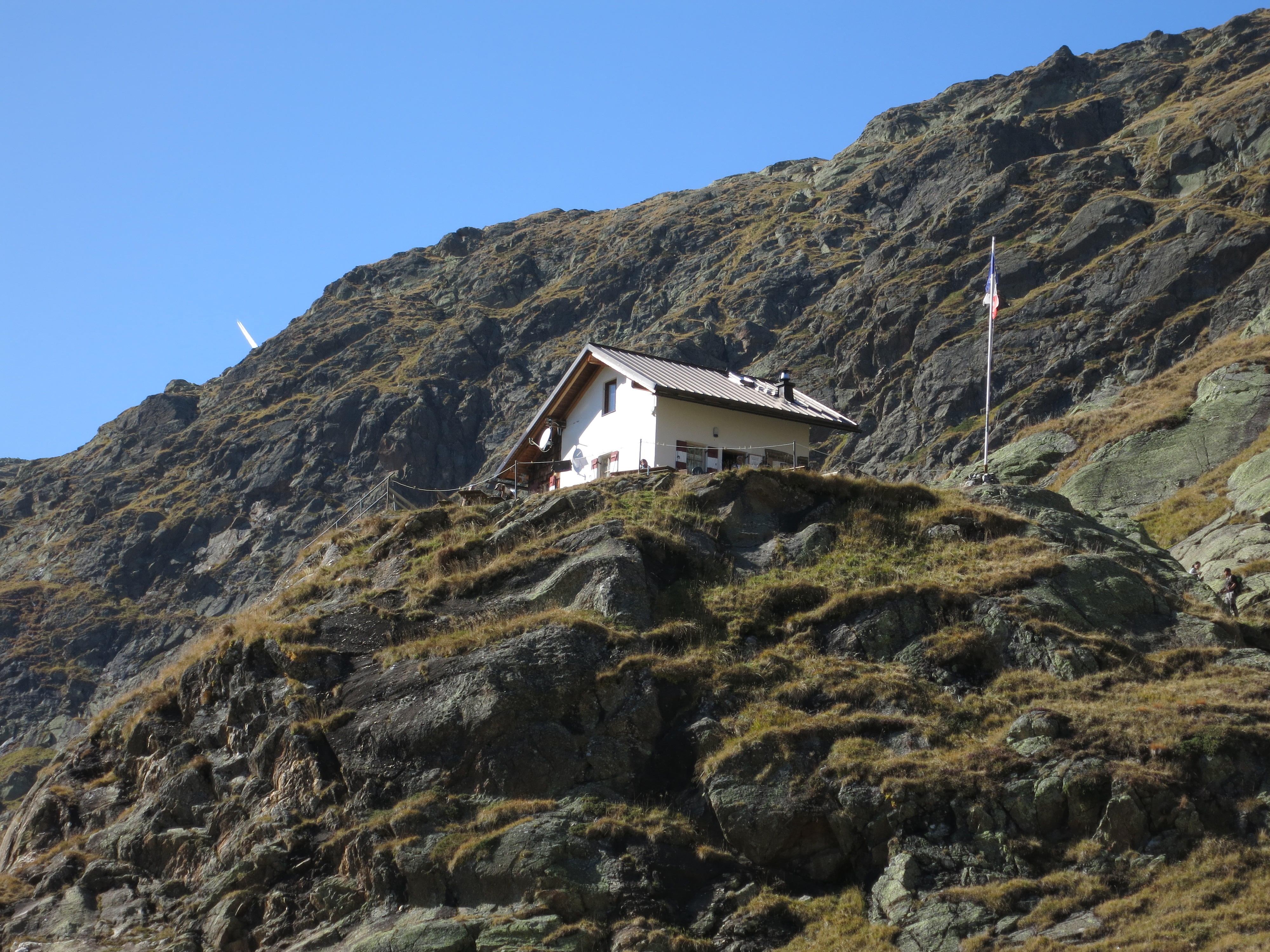
Blick hinauf zur Hütte

Die Grohmannhütte befindet sich auf 2254 m s.l.m. Höhe im oberen Ridnauntal nahe der österreichisch-italienischen Staatsgrenze auf dem Gebiet der Gemeinde Ratschings. Die nächstgelegenen Ortschaften sind Maiern und Ridnaun.
Der einfachste Anstieg zur Hütte erfolgt durch das Ridnauntal. Zu den von hier aus erreichbaren Berggipfeln zählen unter anderen Agglsspitze, Feuerstein, Schneespitze, Wilder Freiger, Wilder Pfaff, Sonklarspitze und Botzer. Etwas nordwestlich liegen die Teplitzer Hütte, das Becherhaus und die Müllerhütte. In nordöstliche Richtung ist ein Übergang zur Magdeburger Hütte im Pflerschtal möglich. Von der Grohmannhütte aus dem Weg nach Süden folgend überschreitet man das Egeltjoch und kommt zum ehemaligen Bergbaugebiet Schneeberg.

## Geschichte

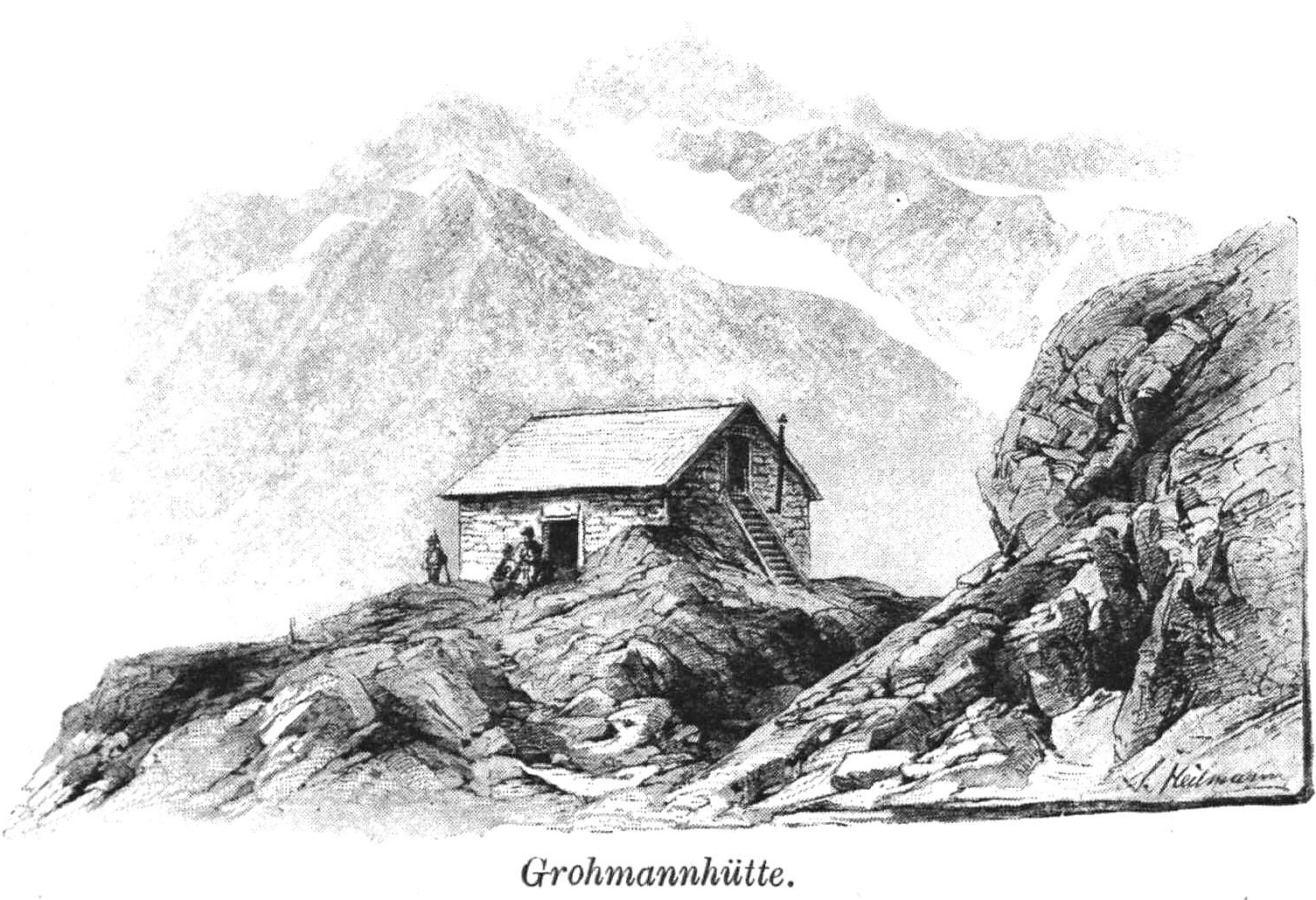
Grohmannhütte um 1894

Die Hütte wurde 1887 von der Sektion Teplitz des DuÖAV als Teplitzer Hütte erbaut und am 27. August eröffnet. Im Winter 1887/88 wurde die Hütte durch einen Sturm vollständig zerstört. Daraufhin finanzierte der böhmische Großindustrielle Theodor Grohmann für 1.534 Florin einen Neubau, der nach ihm benannt wurde. Die neue, wenn auch kleinere Hütte, eröffnete am 14. August 1889. Nach dem Ersten Weltkrieg wurde die Hütte vom italienischen Staat enteignet und der CAI-Sektion Sterzing übergeben. Nachdem sie einige Jahre leer gestanden hatte und zu Teilen verfallen war, erfolgte in den Jahren von 1998 bis 2000 eine Komplettsanierung.
Zusammen mit 24 weiteren vom Staat enteigneten Schutzhütten ging die Grohmannhütte 1999 in das Eigentum der Autonomen Provinz Bozen – Südtirol über; mit Jahresende 2010 lief die Konzession zu deren Führung durch den CAI aus. Seit 2015 wird das Land Südtirol bei der Verwaltung der Hütte (Vergabe an Pächter, Überwachung der Führung, Sanierungsmaßnahmen) durch eine paritätische Kommission unterstützt, in der neben der öffentlichen Hand auch der AVS und der CAI vertreten sind.